# John Melhuish Strudwick

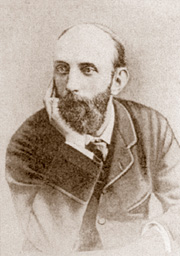
Portret van John Melhuish Strudwick, ca. 1895

John Melhuish Strudwick (Clapham, Londen, 6 mei 1849 - Hammersmith, Londen, 16 juli 1937) was een Engels kunstschilder, geassocieerd met de Prerafaëlieten.

## Leven en werk
Strudwick studeerde aan de Royal Academy of Arts in Londen. In de jaren 1860 maakte hij werken onder invloed van de Schotse genreschilder John Pettie; in de jaren 1870 werd hij assistent bij de prerafaëlitische kunstschilders Spencer Stanhope en daarna bij Edward Burne-Jones. Hij had een eigen atelier in Hammersmith, vlak naast dat van Burne-Jones. Hij exposeerde regelmatig bij Grosvenor Gallery en The New Gallery.
Strudwick schilderde vooral historische taferelen, vaak naar oude Engelse ridderlegendes, muzikale thema's of romantische dichtwerken, steeds met een duidelijke symbolische betekenis. Hij gebruikte daarbij een mix van middeleeuwse en renaissance-stijlen die doet denken aan werk van kunstenaars uit het Quattrocento, met veel aandacht voor details, accessoires en draperieën. De invloed van Burne-Jones, die zich vaak rechtstreeks met zijn werk bemoeide, is onmiskenbaar, met name ook in de weergave van gezichten. Het wat mindere talent van Strudwick weerspiegelt zich in de soms wat statische weergave van zijn figuren.
Na 1900 taande het aanvankelijke succes van Strudwick, door veranderende smaak maar ook omdat een aantal van zijn beschermheren, Liverpoolse scheepseigenaren, hun steun aan hem introkken. Na zijn zestigste jaar maakte hij nauwelijks nog nieuw werk. Strudwick was gehuwd en had een dochter. Hij overleed in 1937, op 88-jarige leeftijd.
Strudwick geraakte lange tijd in een zekere vergetelheid, maar vanaf het einde van de vorige eeuw maken zijn werken weer hoge prijzen op veilingen, onder andere bij Christie's. Het schilderij Thy Music, faintly falling, dies away bracht ruim 500.000 pond op, zijn The Gentle Music of a Bygone Day 276.500 pond. Songtekstenschrijver en musicalmaker Tim Rice is een bekend verzamelaar van zijn werk.

## Galerij

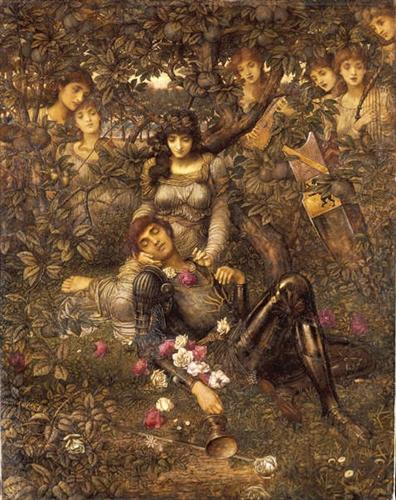
Acrasia, ca. 1888, naar een gedicht van Edmund Spenser
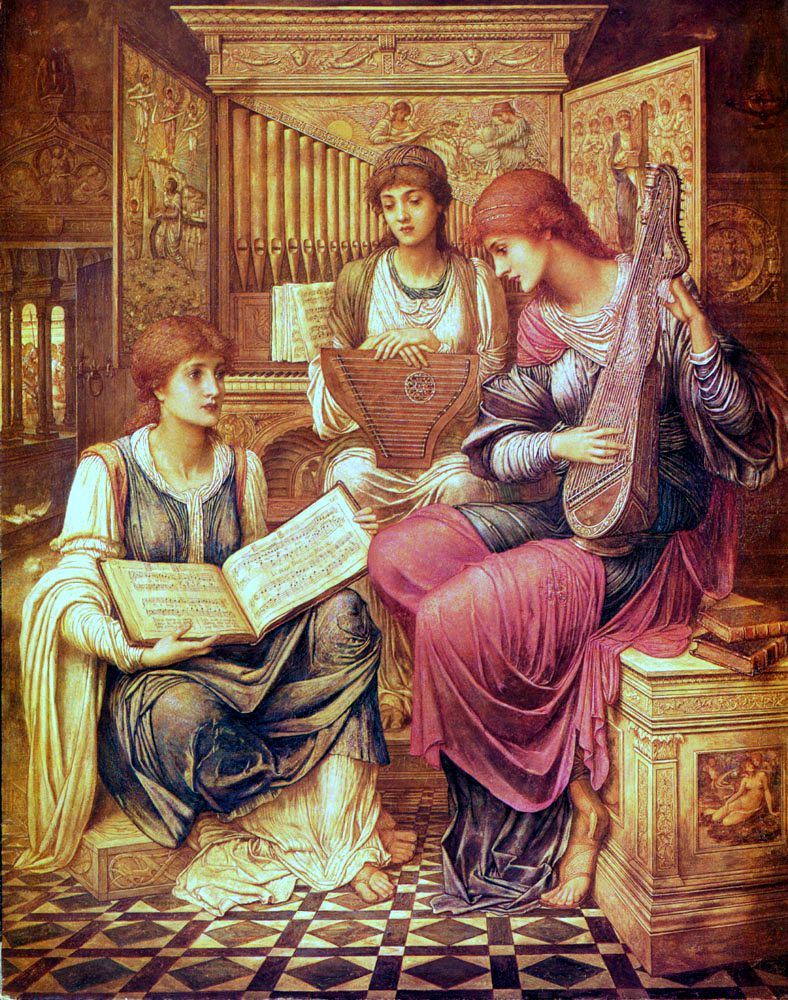
The Gentle Music of a Bygone Day, 1890, Manchester Art Gallery
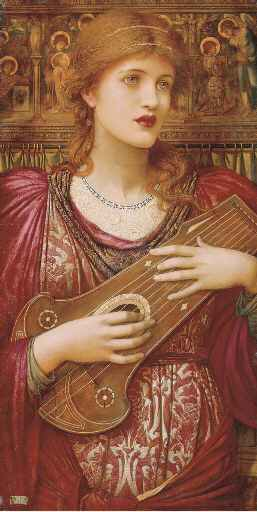
Thy Music, faintly falling, dies away, 1893
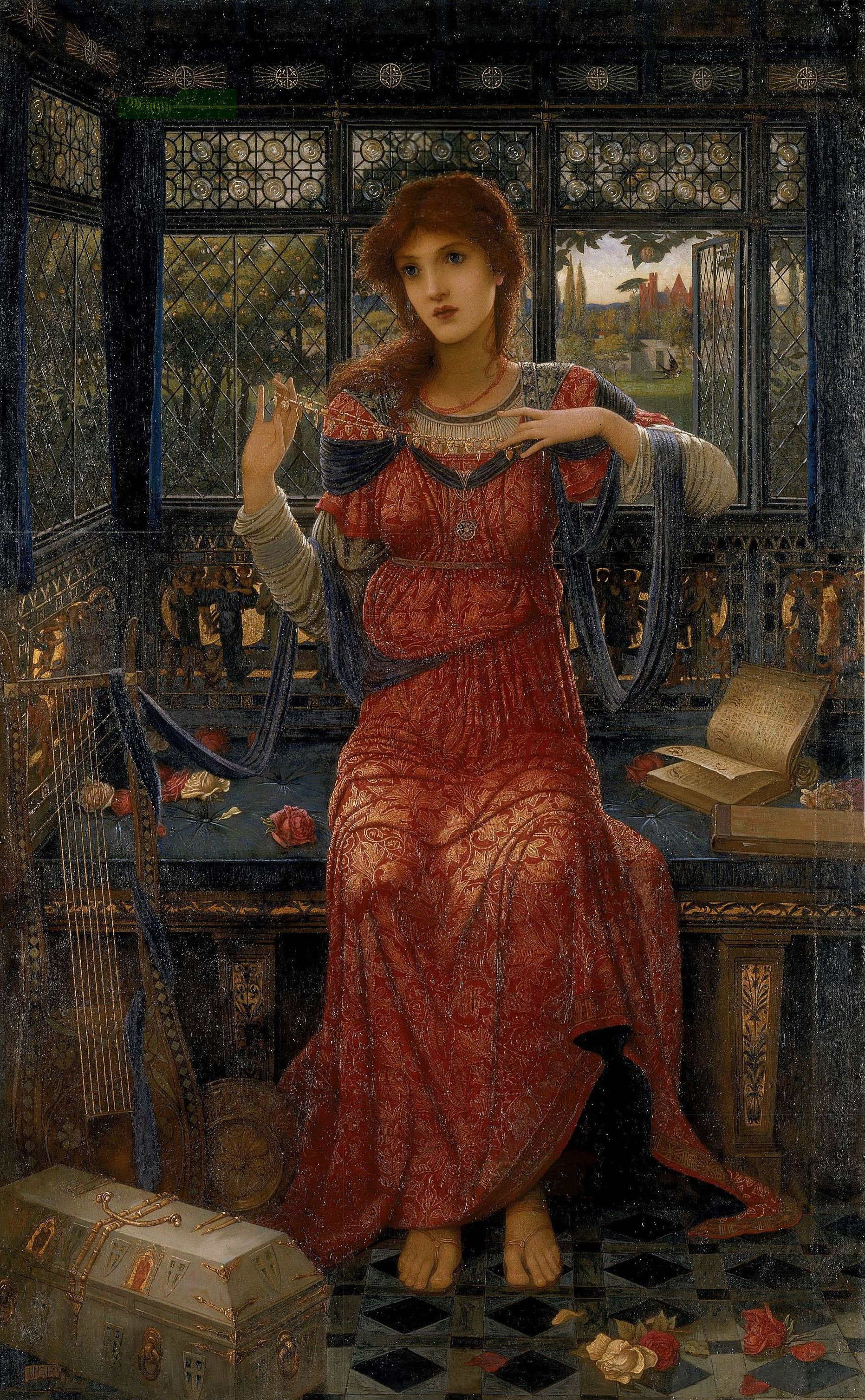
Oh Swallow, Swallow, 1894, naar een gedicht van Alfred Tennyson, Sudley House, Liverpool
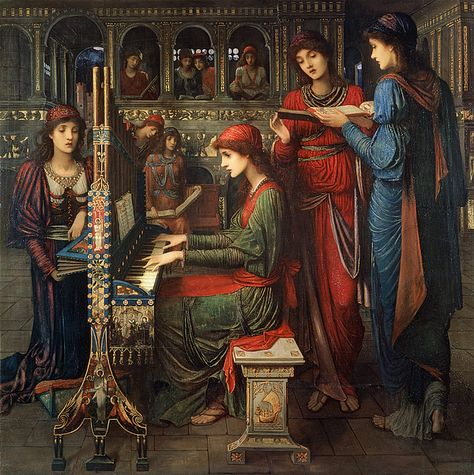
Evensong, St. Cecilia, 1897